# Начало (роман)
«Начало» (пол. Początek) — роман польского писателя Анджея Щипёрского. Первое издание было выпущено в 1986 году в Париже, затем в 1987 вышло его нелегальное издание в Польше, а официальное только в 1990 году. Книга издавалась на многих мировых языках. На русском языке роман был опубликован в 1992 году в журнале «Иностранная литература» (перевод с польского Л. С. Бухова).

## Сюжет
Это военная проза о периоде оккупации фашистами Варшавы (1939—1944) во время Второй мировой войны и создании Варшавского гетто.
В книге 21 глава, и в каждой из них повествование идёт от лица одного из персонажей. Каждый из них по-своему и с разных сторон размышляет о событиях, происходящих на тот момент времени, о жизни, впечатлениях и выводах.
Персонажи:
- Павел (Павелек) Крыньский
- Хенрик (Хенио) Фихтельбаум
- Ирма Зайденман (Мария Магдалена Гостомска)

## О книге
Вдохновением для написания книги без сомнения послужила жизнь самого автора. В описываемое в романе время он находился в Варшаве и участвовал в восстании 1944 года.
В Германии книга публиковалась под названием Прекрасная пани Зайденман (Die schöne Frau Seidenman) и пользовалась большой популярностью.

## Известные цитаты
— Всегда и всё решает мелочь (пол. Zawsze i o wszystkim decyduje drobiazg)(III глава)

## Издания на русском языке
- Начало, или Прекрасная пани Зайденман. Перевод Л. Бухова. М.: Текст, 2008.